# Мамутов, Февзи Ризаевич
Февзи Ризаевич Мамутов (укр. Февзі Різайович Мамутов; род. 28 января 1991, Коломенское, Крымская область) — украинский спортсмен и политик. Депутат Одесского областного совета (с 2021 года). Член партии «Европейская солидарность». Мастер спорта Украины международного класса.

## Биография
Родился 28 января 1991 года в селе Коломенское Советского района Крыма. Крымский татарин. Исповедует ислам суннитского толка.
Бабушка — уроженка села Таракташ близ города Судак. Её родители и четверо из шести их детей погибли во время депортации крымских татар. Дед потерял семью в возрасте 18 лет. В депортации родители Февзи Мамутова проживали в Узбекской ССР и в 1990 году переехали в Крым.
Учился в одной из школ Севастополя. В школьные годы занимался кикбоксингом, но затем перешёл на занятия греко-римской борьбой. Тренировался у Леонтия Алексеева.
До 2014 года некоторое время проживал в Латвии, позднее перебрался в Киев, а с 2020 года — проживает в Одессе.

### Спортивная карьера
С 2005 года участвует в международных соревнованиях по греко-римской борьбе. Становился чемпионом Украины среди кадетов (2008), чемпионом Украины пятой Спартакиады молодёжи (2010), чемпионом Европы среди студентов (2014), победителем Кубка Украины среди взрослых, победителем турнира Гран-при в Финляндии и Испании (2017).
Бронзовый призёр чемпионата Украины по греко-римской борьбе (2015). Серебряный призёр открытого Кубка Польши в городе Радом (2017). Серебряный призёр Кубка Тахти в Иране (2018). В 2018 году в составе команды KSV Wietten стал победителем клубного чемпионата Германии по греко-римской борьбе.
В 2021 году готовил одесских борцов Дмитрия Цимбалюка и Геворга Арзуманяна для участия в чемпионате Украины по греко-римской борьбе.

### Общественная и политическая деятельность
В 2020 году стал вице-президентом Ассоциации спортивной борьбы АР Крым, созданной на подконтрольной Украине территории. Проживая в Одессе, возглавил организацию «Крымские татары Одесской области», созданную для помощи и решения проблем крымских татар. После полномасштабного вторжения России на Украину организация начала оказывать волонтёрскую помощь Вооружённым силам Украины.
С 2021 года — депутат Одесского областного совета, где занял кресло скончавшегося Александра Ройтбурда. Мамутов — первый в истории крымский татарин, ставший депутатом Одесского облсовета. Член партии «Европейская солидарность».